# 6530 Adry
A 6530 Adry (ideiglenes jelöléssel 1994 GW) a Naprendszer kisbolygóövében található aszteroida. Vincenzo Silvano Casulli fedezte fel 1994. április 12-én.